# 門羅馬諾 (新澤西州)
門羅馬諾（英語：Monroe Manor）是位於美國新澤西州米德爾塞克斯縣的普查規定居民點。

## 人口
根據2020年美國人口普查的數據，門羅馬諾的面積為0.74平方千米，皆為陸地。當地共有人口2178人，而人口密度為每平方千米2,943.24人。